# Kami-sama no Memo-chō
Kami-sama no Memo-cho (神様のメモ帳 Kami-sama no Memo-chō, "God's Memo Pad") là một series light novel được viết bởi Hikaru Sugii, và minh họa bởi Mel Kishida. ASCII Media Works đã đăng tải 9 tập từ tháng 1 năm 2007 đến tháng 9 năm 2014 trên tạp chí Dengeki Bunko imprint. Một manga được minh họa bởi Tiv được đăng tải từ tháng 8 năm 2010 đến tháng 9 năm 2012 trên tạp chí của ASCII Media Works' là Dengeki Daioh. Một series anime gồm 12 tập đã được ra mắt vào mùa thu năm 2011.